# Salcazor
Salcazor (em armênio: Ծաղկա‎ձոր; romaniz.: Całkajor / Caġkajor) é uma cidade e município da província de Cotaique, na Armênia. De acordo com o censo de 2011, havia 1 256 habitantes no centro urbano e 6 444 no município.

## História
Na Antiguidade, Salcazor fez parte do distrito (gavar) de Niga ou Varasnúnia, na província de Airarate do Reino da Armênia. Nesse tempo era conhecida por suas minas de cobre. Fez parte da propriedade dos varasnúnidas nos séculos IV e V e era uma das residências de verão da dinastia arsácida. No século IX, fez parte dos domínios da família Palavuni, que construiu o Mosteiro de Quecharis, em honra ao qual a cidade também foi chamada Quecharis.
No tempo do Principado Zacárida (séculos XII e XIII), pertencia aos Proxiãs. No século XVI, foi rebatizada pelos turcos do Império Otomano como Darachichaque (Daraçiçak). No tempo que esteve sob domínio dos impérios iranianos (Safávida, Afexárida e Cajar), era residência de verão do sardar do Canato de Erevã. Com sua eventual incorporação na Gubernia de Erevã do Império Russo em 1828, foi chamada por algum tempo como Constantinóveca (Константиновка, Konstantinovka).

## Geografia
Salcazor está localizada nas encostas florestadas do noroeste do monte Telenis, 12,5 quilômetros a nordeste de Razdã e 58 quilômetros de Erevã, a uma altitude de 1 710 metros. Seu nome está relacionado ao das montanhas Salcuniase. Já foi um resort de verão antes de se tornar uma cidade em 1958. Seu clima é temperado. Em 1873, 1897, 1926, 1939, 1959 e 1976, respectivamente, tinha 169, 345, 618, 654, 1 029 e 2 000 habitantes. Um teleférico de seis quilômetros de comprimento leva do centro urbano ao topo de Telenis. A cidade abriga lares de repouso e resorts médicos, instituições e fábricas.

### Subdivisões
O município é subdividido em seis assentamentos:
- Salcazor
- Hancavã (Հանքավան, Hankavan)
- Artavaz-Piunique (Արտավազ-Փյունիկ, Artavaz-Pyunik)
- Melrazor-Gorgoche (Մեղրաձոր-Գոռգոչ, Mełrajor-Gorgoč)
- Marmarique (Մարմարիկ, Marmarik)
- Alavenazor (Աղավնաձոր, Ałavnajor)